# Ультрамарин
Ультрамари́н — неорганический пигмент.

## Описание
Ультрамарин представляет собой синтетический алюмосиликат натрия с включением полисульфидов натрия, от которых зависит цветовая характеристика. В зависимости от своего состава ультрамарин может быть белым, зелёным, синим, фиолетовым и красным.
Ультрамарин отвечает общей формуле
n(Na2O·Al2O3·m SiO2)·Na2Sx,
где n = 2—3, m = 2—3, x = 1—5.
Наибольшее практическое значение имеет высококремнистый многосернистый продукт насыщенного синего цвета, отвечающий составу
2(Na2O·Al2O3·3 SiO2)·Na2S4.
В зависимости от содержания серы и соотношения между алюминием и кремнием различают следующие синие ультрамарины:
- малосернистый и малокремнистый с зеленоватым оттенком;
- многосернистный и малокремнистый;
- многосернистый и многокремнистый с красноватым оттенком.

Независимо от состава и цвета все ультрамарины имеют одинаковую кристаллическую решётку, такую же, как и природный ультрамарин (ляпис-лазурь).
Ультрамарин противокоррозионными свойствами не обладает, малоукрывист (лессирует) (укрывистость составляет 120 г/м2), термо- и светостоек, но фотоактивен, поэтому не может применяться для атмосферостойких покрытий. Устойчив к щелочам, но разрушается кислотами с выделением сероводорода.

## Применение
Применяется в качестве пигмента в наполненных композиционных материалах.
Широко применяется для подсинивания — устранения жёлтого оттенка белых лакокрасочных материалов, текстиля, бумаги, пластмасс, сахара и других материалов.

## Получение
Процесс производства ультрамарина осуществляется термическим способом в две стадии.
Тонкоизмельчённую шихту, состоящую из алюмосиликата — каолина, аморфного диоксида кремния (инфузорной земли), соды, серы, кокса или пека (битума), брикетируют и подвергают восстановительному обжигу без доступа воздуха.
Вначале при температуре 450 °C образуются полисульфиды и удаляется вода, затем при 780—800 °C получается промежуточный продукт — зелёный ультрамарин.
На второй стадии окислительного обжига при доступе воздуха и температуре 450 °C происходит превращение зелёного ультрамарина в синий и удаление избытка серы.
Обжиг шихты проводится последовательно в двух вращающихся печах непрерывного действия. Обожжённый полуфабрикат подвергается мокрому размолу, промывке от водорастворимых солей, гидросепарации и сушке.